# Sika Dr. Siebert & Kühn
Die Sika Dr. Siebert & Kühn GmbH & Co. KG (eigene Schreibweise: SIKA) mit Sitz in Kaufungen bei Kassel ist ein Hersteller von mess- und kalibriertechnischen Industrielösungen. Der Firmenname Sika steht für die Anfangsbuchstaben des Gründernamens Siebert und des Gründungsortes Kassel.
Das 1901 gegründete Familienunternehmen entwickelt in Deutschland Produkte für die Bereiche Temperatur-, Druck- und Durchflussmessung. Sika beschäftigt weltweit rund 370 Mitarbeiter und verfügt über 11 Niederlassungen und 138 Vertriebspartner auf sechs Kontinenten. 2022 lag der Umsatz bei 65 Millionen Euro.

## Geschichte
Gemeinsam mit Albert Kühn gründete Carl Siebert im Jahr 1901 die Firma Dr. Siebert & Kühn, Fabrik chemischer und physikalischer Präzisionsinstrumente; hauptsächlich Präzisionsthermometer und technische Glasapparate. 1934 verkaufte Albert Kühn seine Firmenanteile an Carl Siebert. Dessen Sohn Hans Siebert übernahm daraufhin als alleiniger Inhaber die Leitung der Firma. Er entwickelte in den 1930er Jahren den Prototyp für das Industriethermometer, das durch die weltweite Verbreitung in der gesamten Industrie und Schifffahrt sowie unter maßgeblicher Beteiligung des Firmeninhabers bis 1962 genormt wurde. Im Jahr 1939 erhielt die Firma Dr. Siebert & Kühn ein Patent auf ein Maschinenthermometer. Später wurden weitere Maschinenthermometer zum Gebrauchsmuster angemeldet.
1963 wurde eine Niederlassung in Frankreich, die Sika France S.A.R.L., gegründet. 1969/71 wurden die Fabrik- und Bürogebäude in Oberkaufungen erweitert. Zu dieser Zeit wurden Strömungsüberwachungsgeräte entwickelt, etwas später folgten Niveauüberwachungsgeräte. 1971 wurden die Marineprodukte von Sika zertifiziert. Werner Siebert, Sohn von Hans Siebert, trat 1973 als geschäftsführender Gesellschafter in die Firma ein. 1976 folgte die Entwicklung eines marktfähigen Elektronikprogramms.
1994 ist die Sika Systemtechnik GmbH, 2004 Sika USA Inc. gegründet worden, gleichzeitig wurde der Ausbau der vertrieblichen Aktivitäten in China verfolgt. Mit Christian Siebert, dem Enkel des Gründers und Sebastian Siebert, teilen sich mittlerweile die dritte und vierte Familiengeneration die Leitung des Unternehmens.

## Produkte

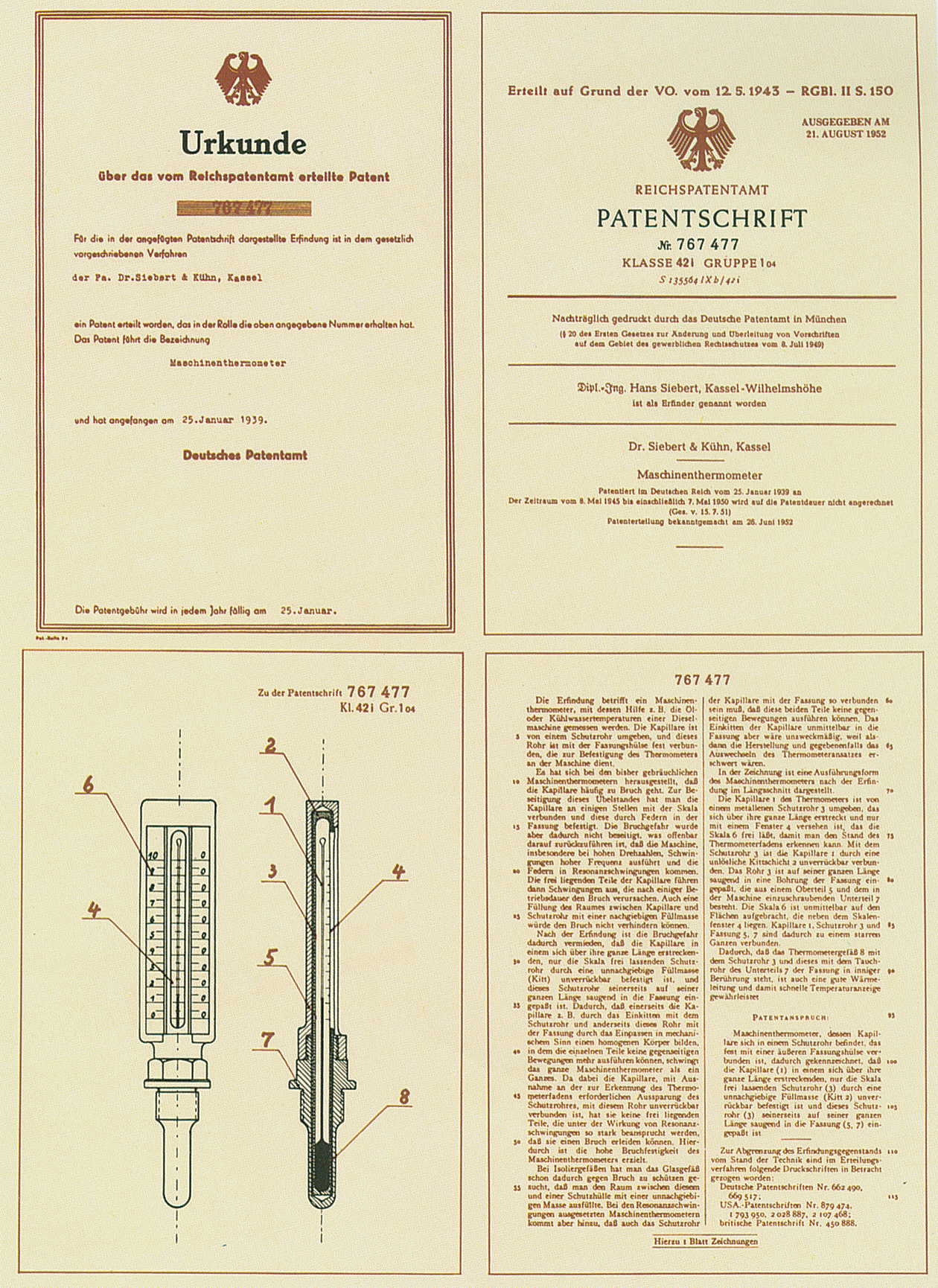
Patent Maschinenthermometer

Sika ist der Erfinder des Maschinenthermometers und entwickelte Geräte für die Bereiche Strömungsmessung und Temperaturkalibrierung. Sensoren und Kalibriergeräte des Unternehmens finden sich in den Produkten oder der Produktion anderer Firmen verschiedenster Branchen wie der Heizungs-, Lüftungs- und Klimatechnik, dem Schiffs-, Automobil- und Nutzfahrzeugbau oder der Industrietechnik. 
Die Produkte unterteilen sich in die drei Gruppen:
- Mechanische Messtechnik: Maschinen- und Zeigerthermometer, Schutzrohre, Manometer sowie Kraft- und Gewichtsmesstechnik
- Durchflussmesstechnik: Strömungsschalter, Niveauwächter, Durchflussmessgeräte
- Elektronische Mess- und Kalibriertechnik: Kalibratoren, Regler und Anzeigeninstrumente, Handmessinstrumente, Temperatur- und Drucksensoren

## Organisation
- Sika Dr. Siebert & Kühn GmbH & Co. KG (gegr. 1901): Muttergesellschaft und Industrieprodukte
- Sika Systemtechnik GmbH (gegr. 1994): OEM-Lösungen für Serien-Messtechnikaufgaben